# José Luis Torrijo
José Luis Torrijo Merino (San Sebastián, 9 de fevereiro de 1967) é um ator espanhol. Em 2008, ganhou o Prêmio Goya de melhor ator revelação pelo seu papel no filme La soledad.